# Vaticaanse Sterrenwacht

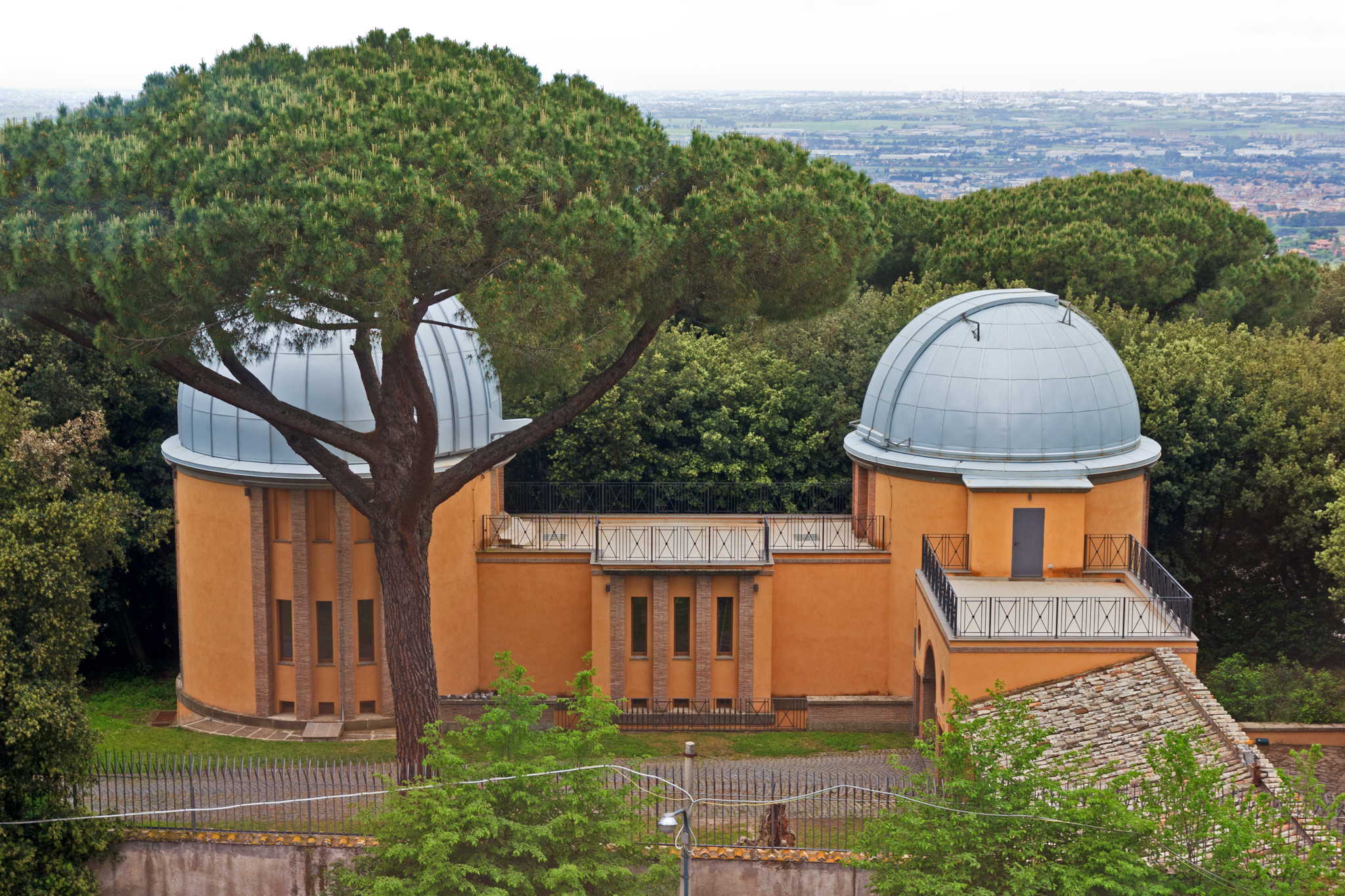
De sterrenwacht in Castel Gandolfo

De Vaticaanse Sterrenwacht of Pauselijke Sterrenwacht (Italiaans: Specola Vaticana) is een sterrenwacht van het Vaticaan.

## Geschiedenis
De Vaticaanse Sterrenwacht is een van de oudste astronomische instituten ter wereld. Ze gaat terug op Paus Gregorius XIII, die een commissie in het leven riep ter vernieuwing van de kalender. Deze werd in 1582 doorgevoerd op basis van resultaten die astronomen in opdracht van die commissie hadden gevonden. In de 18e eeuw werd de Sterrenwacht van het Romeins College (1774-1878) opgericht. Later kwamen daar de Specula Vaticana (1789-1821) en de Sterrenwacht van het Capitool (1827-1870) bij. In 1891 werd de Specula Vaticana door Paus Leo XIII opnieuw opgericht. Van 1930 tot 1951 was Johan Stein directeur van de sterrenwacht. 
In 1935 werd de Vaticaanse Sterrenwacht omwille van de lichtvervuiling in Rome naar het pauselijk zomerverblijf Castel Gandolfo overgebracht. In 1981 werd, wederom in verband met het oprukkende stadslicht, besloten in het Amerikaanse Tucson nog een onderzoekscentrum te openen, het Vatican Observatory Research Group (VORG). Hier wordt samengewerkt met het Steward Observatorium van de Universiteit van Arizona. In 1993 was de eerste-lichtopname van de Vatican Advanced Technology Telescope. Deze telescoop is grotendeels door private giften gefinancierd. 
In januari 2008 werd aangekondigd dat de sterrenwacht nabij Castel Gandolfo zou verhuizen naar een leegstaand klooster anderhalve kilometer verderop. In 2009 kwam deze nieuwe wacht gereed. Op 16 september 2009 kwam paus Benedictus XVI er een kijkje nemen. Sinds september 2015 is Guy Consolmagno directeur van het instituut.